# Alstonia spatulata
Alstonia spatulata är en oleanderväxtart som beskrevs av Carl Ludwig von Blume. Alstonia spatulata ingår i släktet Alstonia och familjen oleanderväxter. Inga underarter finns listade i Catalogue of Life.